# Let Love Lead the Way
„Let Love Lead the Way е десетият сингъл на английската поп група Spice Girls, издаден на 23 октомври 2000.
Песента се задържа на първо място в класацията за сингли на Великобритания UK Singles Chart.

## Списък

### Британско (част 1), Европейско и Австралийско макси CD (част 1)
1. „Holler“ (радио редактиран) – 3:55
2. „Let Love Lead the Way“ (радио редактиран) – 4:15
3. „Holler“ (MAW Remix) – 8:30

### Британско (част 2), Европейско и Австралийско макси CD (част 2)
1. „Holler“ (радио редактиран) – 3:55
2. „Let Love Lead the Way“ (радио редактиран) – 4:15
3. „Holler“ (MAW племенен вокал) – 7:10
4. „Let Love Lead the Way“ (видео) – 4:14
5. „Let Love Lead the Way“ (зад кадър) – 7:10

### Европейско и Френско CD
1. „Holler“ (радио редактиран) – 3:55
2. „Let Love Lead the Way“ (радио редактиран) – 4:15

### Японско CD
1. „Holler“ (радио редактиран) – 3:55
2. „Let Love Lead the Way“ (радио редактиран) – 4:15
3. „Holler“ (видео) – 4:11
4. „Let Love Lead the Way“ (видео) – 4:14

### Дигитално EP
1. „Holler“ (радио редактиран) – 3:55
2. „Let Love Lead the Way“ (радио редактиран) – 4:15
3. „Holler“ (MAW Remix) – 8:30
4. „Holler“ (MAW Remix инструментал) – 7:16